# Organisme Nacional de Loteries i Apostes de l'Estat
Organisme Nacional de Loteries i Apostes de l'Estat és un organisme autònom estatal que està adscrit al Ministeri d'Economia i Hisenda espanyol. L'organisme tal com el coneixem avui en dia va ser creat el 1984.
S'encarrega d'organitzar i gestionar les loteries, apostes i jocs que siguen competència estatal.

## Història
L'organisme autònom va ser creat amb la Llei 50/1984, de 30 de desembre, de Pressupostos Generals de l'Estat, unificant les institucions que gestionaven els jocs de titularitat estatal: Patronat d'Apostes Mútues Esportives Benèfiques i el Servei Nacional de Loteries. L'estructura i funcions de l'organisme fou establit amb el Reial Decret 904/1985, d'11 de juny, de la Presidència del Govern.
L'estructura orgànica va ser modificada pel Reial Decret 1651/1995, de 13 d'octubre.
El Reial Decret 2069/1999, de 30 de desembre aprovà l'estatut de l'entitat pública empresarial Loteries i Apostes de l'Estat.
El 2019 una jutjat de lo Mercantil va prohibir a l'ONLAE que venguera loteria per Internet perquè ho considerava competència deslleial contra les administracions locals.

## Organització
Té una Direcció General amb una intervenció delegada de l'Administració General de l'Estat que actua de manera coordinada amb la intervenció delegada del Departament.
La direcció general té adscrit l'òrgan interministerial Consell Rector d'Apostes Col·lectives.